# Фукуфудзі Ютака
Юта́ка Фукуфу́дзі (яп. 福藤 豊; народився 17 вересня 1982, Кусіро, Японія) — японський хокеїст, воротар. Наразі виступає за «Тілбург Трепперс» в Ередивізі. У складі національної збірної Японії учасник чемпіонатів світу 2001, 2002, 2004 і 2010 (дивізіон I). У складі молодіжної збірної Японії учасник чемпіонатів світу 2001 (дивізіон II і 2002 (дивізіон II). У складі юніорської збірної Японії учасник чемпіонату світу 2000 (група B). Фукуфудзі став першим японським хокеїстом, який зіграв в Національній хокейній лізі. 
Виступав за «Кокудо Лайонз», «Цинциннаті Сайклонс», «Бейкерсфілд Кондорс», «Редінг Роялс», «Манчестер Монаркс», «Лос-Анджелес Кінгс».

## Досягнення
- Найкращий воротар чемпіонату світу 2010 (дивізіон I, група A);